# Craig Handy

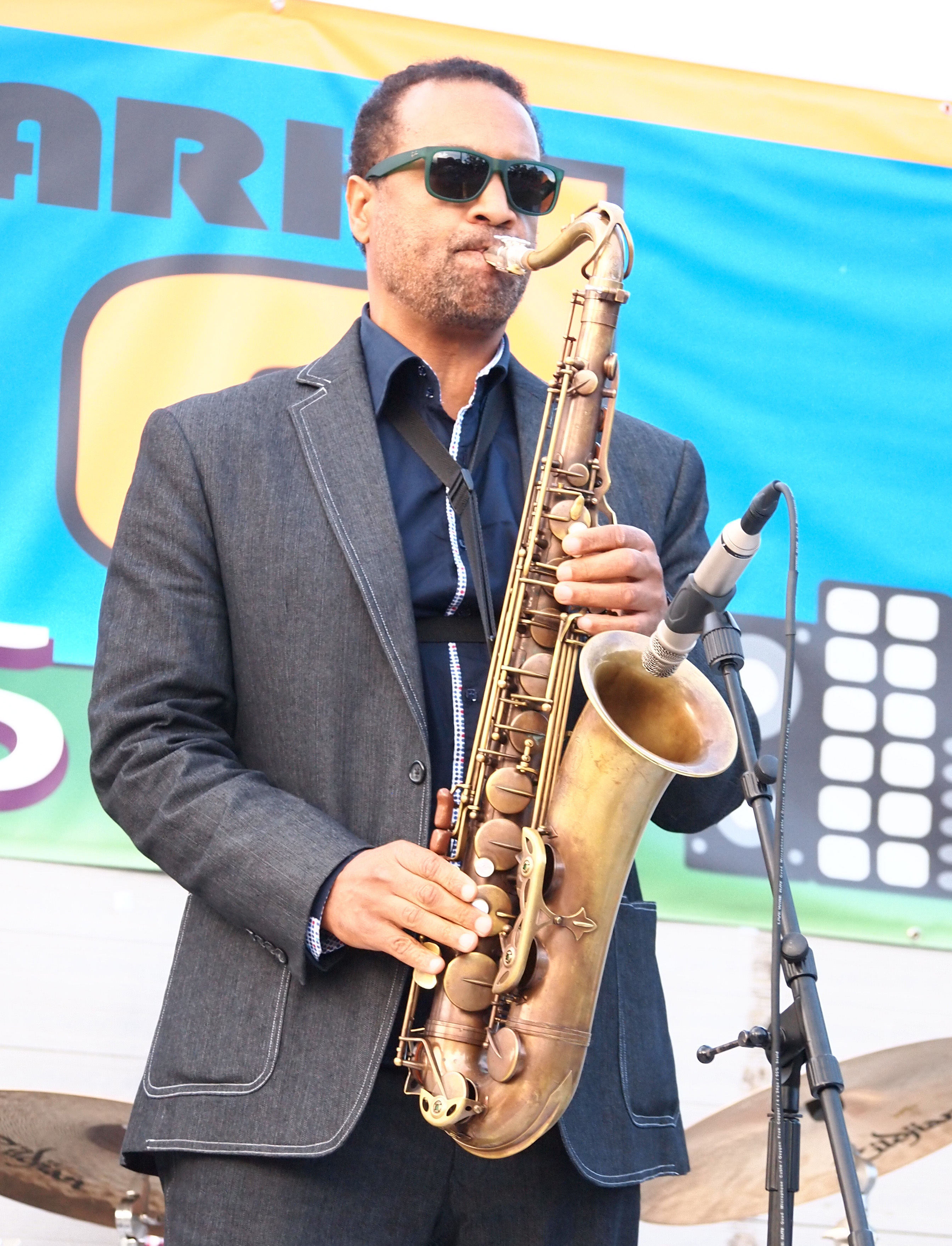
Craig Handy, 2013

Craig Handy (* 25. September 1962 in Oakland, Kalifornien) ist ein US-amerikanischer Tenorsaxophonist des Modern Jazz.

## Leben und Wirken
Seine stilistische Bandbreite reicht vom Bebop bis zum fortgeschrittenen Postbop. Er besuchte 1981–1984 die  North Texas State University und spielte mit Art Blakeys Jazz Messengers, Wynton Marsalis, Roy Haynes und Abdullah Ibrahim. Er nahm unter anderem mit Elvin Jones und Betty Carter auf. Er war Mitglied der Mingus Big Band (Gunslinging Birds 1994) und der Mingus Dynasty.
Handy veröffentlichte 1991 und 1993 auf dem Arabesque-Label. Seine freien Improvisationsexperimente in der klassischen Besetzung Tenorsaxophon, Kontrabass, und Schlagzeug auf der 1993er Aufnahme sind sanfter als vergleichbare von Joe Henderson oder David Murray und auch dank der Mitarbeit von Charles Fambrough gut strukturiert. 1995 wirkte er bei den Aufnahmen der Supergroup Chartbusters u. a. mit Dr. Lonnie Smith (Hammond B3), Donald Harrison (Altsaxophon), John Scofield (Gitarre), Lenny White (Drums), Hiram Bullock (Gitarre), Randy Brecker (Trompete) und anderen maßgeblich mit. 1996 spielte er im Film Kansas City die Rolle des Coleman Hawkins.  Seit 2007 arbeitet er mit der All-Star-Formation The Cookers. Gegenwärtig (2019) leitet er Quintett, dem Ibanda Ruhumbika (Posaune), Matt Chertkoff (Gitarre), Kyle Koehler (Orgel) und Jerome Jennings (Drums) angehören, des Weiteren spielt er in den Bands von Brandi Disterheft, David Weiss und Santi DeBriano.
Er ist der Sohn des Altsaxophonisten John Handy.

## Veröffentlichungen
- Craig Handy, Introducing Three For All + One, Arabesque, 1993
- Craig Handy et al., Chartbusters! - Volume 1, NYC Records, 1995
- Craig Handy et al., The Chartbusters - Mating Call, Prestige Music, 1995
- Craig Handy, Reflections in Change, Sirocco Jazz, 1999, mit Geri Allen
- Craig Handy & 2nd Line Smith, 2014